# Nolare Murstenstjärnet
Nolare Murstenstjärnet är en sjö i Årjängs kommun i Värmland och ingår i Göta älvs huvudavrinningsområde.